# Qozbabalı
Qozbabalı è un comune dell'Azerbaigian situato nel distretto di Şabran.